# 1053
| 1053               |
| ------------------ |
| Dødsfald - Fødsler |
| • Begivenheder     |

| Gregoriansk kalender | 1053 MLIII              |
| Ab urbe condita      | 1806                    |
| Armensk kalender     | 502 ԹՎ ՇԲ               |
| Kinesiske kalender   | 3749 – 3750 壬辰 – 癸巳 |
| Etiopisk kalender    | 1045 – 1046             |
| Jødisk kalender      | 4813 – 4814             |
| Hindukalendere       |                         |
| - Vikram Samvat      | 1108 – 1109             |
| - Shaka Samvat       | 975 – 976               |
| - Kali Yuga          | 4154 – 4155             |
| Iransk kalender      | 431 – 432               |
| Islamisk kalender    | 444 – 446               |

Konge i Danmark: Svend 2. Estridsen 1047-1074
Se også 1053 (tal)

## Begivenheder
- Slaget ved Civitate (også kendt som Slaget ved Civitella del Fortore) blev udkæmpet 18. juni 1053 i Syditalien, mellem normannerne under ledelse af greven af Apulien, Humfred af Hauteville, og en koalition ledet af pave Leo 9.